# Will Wood
 (juillet 2025).
La mise en forme du texte ne suit pas les recommandations de Wikipédia : il faut le « wikifier ».
Les points d'amélioration suivants sont les cas les plus fréquents. Le détail des points à revoir est peut-être précisé sur la page de discussion.
- Les titres sont pré-formatés par le logiciel. Ils ne sont ni en capitales, ni en gras.
- Le texte ne doit pas être écrit en capitales (les noms de famille non plus), ni en gras, ni en italique, ni en « petit »…
- Le gras n'est utilisé que pour surligner le titre de l'article dans l'introduction, une seule fois.
- L'italique est rarement utilisé : mots en langue étrangère, titres d'œuvres, noms de bateaux, etc.
- Les citations ne sont pas en italique mais en corps de texte normal. Elles sont entourées par des guillemets français : « et ».
- Les listes à puces sont à éviter, des paragraphes rédigés étant largement préférés. Les tableaux sont à réserver à la présentation de données structurées (résultats, etc.).
- Les appels de note de bas de page (petits chiffres en exposant, introduits par l'outil «  Source ») sont à placer entre la fin de phrase et le point final[comme ça].
- Les liens internes (vers d'autres articles de Wikipédia) sont à choisir avec parcimonie. Créez des liens vers des articles approfondissant le sujet. Les termes génériques sans rapport avec le sujet sont à éviter, ainsi que les répétitions de liens vers un même terme.
- Les liens externes sont à placer uniquement dans une section « Liens externes », à la fin de l'article. Ces liens sont à choisir avec parcimonie suivant les règles définies. Si un lien sert de source à l'article, son insertion dans le texte est à faire par les notes de bas de page.
- La présentation des références doit suivre les conventions bibliographiques. Il est recommandé d'utiliser les modèles {{Ouvrage}}, {{Chapitre}}, {{Article}}, {{Lien web}} et/ou {{Bibliographie}}. Le mode d'édition visuel peut mettre en forme automatiquement les références.
- Insérer une infobox (cadre d'informations à droite) n'est pas obligatoire pour parachever la mise en page.

Pour une aide détaillée, merci de consulter Aide:Wikification.
Si vous pensez que ces points ont été résolus, vous pouvez retirer ce bandeau et améliorer la mise en forme d'un autre article.
Will Wood est un musicien, auteur-compositeur-interprète et comédien américain,. Wood a sorti quatre albums studio : Everything Is a Lot (2015), Self-ish (2016), The Normal Album (2020), et "In case I make it" (2022). Les deux premiers albums sont sortis sous le nom de Will Wood and the Tapeworms. Il a également sorti deux albums live (The Real Will Wood (Music from the Award-Winning Concert Live Film) [Live] (2020) et IN CASE I DIE (2023)) et une bande originale (Camp Here & There: Campfire Songs Edition (2021)).

## Style
Le style musical de Will Wood, axé sur le piano, change souvent d'une chanson à l'autre, s'inspirant du folk, de la pop, du jazz, du rock and roll, de la musique latine, du doo wop et du klezmer. Il est également connu pour son utilisation non conventionnelle du ukulélé ténor et baryton. Lors de l'enregistrement en studio ou des concerts avec son groupe, il est généralement accompagné par Mike Bottiglieri à la guitare, Matt Berger au saxophone alto, Mario Conte à la batterie, Vater Boris à la basse et Rob Schaefer à la trompette. Le groupe est connu pour ses performances live très énergiques.
Will Wood se produit principalement en solo, ses spectacles combinant musique, monologue et stand-up comedy.

## Vie personnelle
Les sources concernant Will contiennent des récits contradictoires, même sur des informations basiques concernant sa vie personnelle et professionnelle. Il est également connu pour, au debut de sa carrière, avoir romancé sa vie. Il a incarné des personnages lors de conférences de presse ou sur scène, et pour s'être lancé dans des performances expérimentales en direct. À cette époque, ses numéros comportaient parfois des simulations de dépression nerveuse, des conflits avec le public, des apparitions de personnages fictifs et des performances volontairement bâclées. Son image dans la culture pop a été fortement influencée par cela, mais l'artiste a exprimé que son travail et sa personnalité continueront de changer.
Wood a toujours été ouvert sur ses luttes passées contre la toxicomanie et la maladie mentale. Il a également raconté comment sa consommation de substances illégales l'a conduit à oublier toute l'année 2012 dans sa chanson « 2012 ». Il a commencé sa convalescence très tôt dans sa carrière, et a ensuite été diagnostiqué avec un trouble bipolaire,. Will fait don d'une partie de ses ventes de produits dérivés à la Brain &amp; Behavior Research Foundation, une association caritative pour la santé mentale, et a fait don d'une partie des ventes de billets à des événements

## Parutions
Tout au long de son adolescence, avant de lancer sa carrière, Will Wood a été membre dans un certain nombre de groupes locaux, dont A Verbal Equinox, Strange Thick et Jamface sous une série de pseudonymes, ainsi que le groupe The Stereosexuals aux côtés de Jonathon Maisto en 2013. Les deux ont travaillé de 2013 à 2014 et ont sorti trois chansons.
Wood a commencé sa carrière solo sous le groupe « Will Wood and the Tapeworms » où il a enregistré et sorti deux albums studio : Everything is a Lot en 2015 et Self-ish en 2016, ainsi que l'album live The Real Will Wood en 2018, qui a ensuite servi de bande originale au film de concert parodique du même nom.
En 2021, Will Wood a travaillé sur la bande originale du podcast fictif d'horreur/comédie Camp Here And There . Une « Campfire Songs Edition » (édition de chanson de feu de camp) de la bande originale, avec des versions parolés de trois des morceaux initialement instrumentaux, est sortie en 2022.
Sa sortie en 2022 "In case I make it", été financé par crowdfunding sur Indiegogo en octobre 2021. Wood a décrit la collection de chansons comme étant la plus personnelle à ce jour.
Six singles ont été publiés avant la sortie complète de l'album« In case I make it »,. En septembre 2021, avant le financement participatif de l'album, Wood a sorti le single intitulé « Sex, Drugs, Rock 'n' Roll », qui apparaîtra plus tard sur l'album. Le 10 juin 2021, Wood a sorti le single « You Liked This (Okay, Computer!) », un morceau d'humour noir à propos des reseaux sociaux avec un spoken word de Bev Standing. Il s'agit d'un pastiche du morceau "Fitter Happier" de Radiohead de leur album OK Computer de 1997. D'autres singles comprenaient « Tomcat Disposables », « Cicada Days », « Euthanasia » et « White Noise », tous accompagnés de clips vidéo co-créés avec Wood. Le 29 juillet, l'album complet est sorti en recevant des critiques positives,.
Le 19 août 2022, Wood a été présenté sur le single « Ferryman » de l'auteur-compositeur et interprète Shayfer James, qui apparaîtra plus tard sur le troisième album studio de ce dernier, Shipwreck (2023). Le 1er septembre 2022, Human Zoo a sorti « Wealth & Hellness » en collaboration avec Will Wood, un single pour le deuxième album studio du même nom.
Le 13 janvier 2023, Wood a sorti l'album IN CASE I DIE:, une compilation live de chansons enregistrées lors de ses concerts en tournées aux Etats Unis l'année précédente (2022). Selon un article de blog invité sur V13, après la sortie, il commencerait une « pause indéfinie ou pourrait éventuellement se retirer de [sa] carrière musicale. » ("indefinite break or possibly retire from [his] music career.")
Le 9 août 2024, Will Wood a sorti un nouveau mix de The Normal Album (2020) avec le producteur Kevin Antreassian, comprenant en plus trois démos. Il s'agissait d'enregistrements de 2018 de « I/Me/Myself », « Laplace's Angel » et « Memento Mori », qui étaient sortis le mois précédent en singles.

## Discographie
| Studio albums - Everything Is A Lot (2015) - Self-ish (2016) - The Normal Album (2020) - "In case I make it," (2022) Remix album - The New Normal! (The Normal Album 2024 Edit) (2024) | Live albums - The Real (2018) - IN CASE I DIE: (2023) Soundtrack - Camp Here & There (Original Series Soundtrack) (2021) |

1. 1 2 3  Released as Will Wood and the Tapeworms.
2. ↑  Re-released in 2020 as The Real Will Wood (Music from the Award-Winning Concert Film).
3. ↑  Re-released in 2022 as Camp Here & There Soundtrack: Campfire Songs Edition.
4. ↑  Re-released in 2025 as Camp Here & There (Extended OST) featuring unreleased tracks that were not included in earlier versions of the album.

### Singles
| Titre | Année | Album                                        |
| --- | ----- | -------------------------------------------- |
| « Chemical overreaction/ compound fracture »                                                                                          | 2015  | Everything is a Lot                          |
| « M. Capgras Encounters a Secondhand Vanity: Tulpamancer's Prosopagnosia/ Pareidolia (As Direct Result of Trauma to Fusiform Gyrus) » | 2016  | Self-ish                                     |
| « Dr Sunshine is dead» | 2016  | Self-ish                                     |
| "2012" | 2016  | Self-ish                                     |
| "Alma mater" | 2020  | Non-album single                             |
| "Love, Me Normally" | 2020  | The Normal Album                             |
| « Laplace's Angel (Hurt People? Hurt People!)»                                                                                        | 2020  | The Normal Album                             |
| " ...Well, Better Than the Alternative "                                                                                              | 2020  | The Normal Album                             |
| « M. Fregoli and the Diathesis-Stress Supermodel, Or: how I Learned to Stop Worrying and Love the Con (An Untitled Track)»            | 2020  | Non-album single                             |
| Sex, DRug, Rock'n'Roll | 2021  | « In case I make it»                         |
| « Your Body, My Temple » | 2022  | Camp Here & There                            |
| « Tomcat Disposables » | 2022  | « In case I make it»                         |
| « Cicada days » | 2022  | « In case I make it»                         |
| "You Liked This (Okay, Computer!) "                                                                                                   | 2022  | « In case I make it»                         |
| "Euthanasia" | 2022  | « In case I make it»                         |
| " White noise " | 2022  | « In case I make it»                         |
| « I / Me / Myself (2018 Live in Studio Demo) »                                                                                        | 2024  | The New Normal! (The Normal Album 2024 Edit) |
| « Laplace's Angel (2018 Live in Studio Demo) »                                                                                        | 2024  | The New Normal! (The Normal Album 2024 Edit) |

Collaborations
- avec The Stereosexuals (2014)
  - "Bigger than Yours"[16]
- avec A Verbal Equinox
  - « And the Ringmaster Is Pleased to Introduce… » (2013)[29]
- avec Big Ears Glenn
  - "Hey" (2017) (extrait de : January )[30]
- avec Human Zoo
  - « Aphrodite, Your Electric Sexiness » (2019) (extrait de : A Mindless Meditation)
  - « Wealth & Hellness » (2022) (extrait de : Wealth & Hellness )
  - « Aphrodite, votre sensualité électrique (Upgrade) » (2024) (extrait de : A Mindless Meditation(Upgrade) )
- avec Shayfer James
  - « Ferryman» (2022)

Covers
- « Armvhairs (Andrew Bird) » (2019) (extrait de : This is for charity (sic))
- "Prince Ali" (2019) (Sous le nom de "Will Wood and the Land Pirates") (extrait de : D*sn*y is Birth Control )
- « Chocolate Jesus » (2019) (extrait de : Ben Meets A Few Good Records )
- « The Velocity of Love » (2022) (Également publié sous le titre « Will Wood – The Velocity of Love ») (extrait de : Endless Possibility: A Tribute to Jack Terricloth )